# Macrognathus circumcinctus
Macrognathus circumcinctus és una espècie de peix pertanyent a la família dels mastacembèlids.

## Descripció
- Fa 20 cm de llargària màxima.[6][7]

## Alimentació
Menja, durant la nit, invertebrats i peixets.

## Hàbitat
És un peix d'aigua dolça, demersal i de clima tropical (24 °C-27 °C).

## Distribució geogràfica
Es troba a Àsia: Cambodja, Indonèsia, Malàisia i Tailàndia, incloent-hi les conques dels rius Mekong i Chao Phraya.

## Observacions
És inofensiu per als humans.

## Ús comercial
És comú als mercats i forma part del comerç de peixos d'aquari.